# Еттваму
Еттваму или етва — надстрочный контактный диакритический знак письменности каннада и телугу, являющийся нестрочным графом буквы екараву/екараму. Долгий гласный «Э» передаётся знаком еттва диргхаму.
Пример: తెలుగు - телугу.

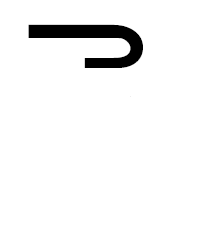
Еттваму (телугу)
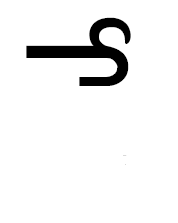
Еттва диргхаму
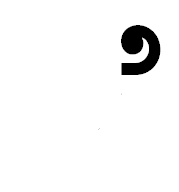
Етва (каннада)
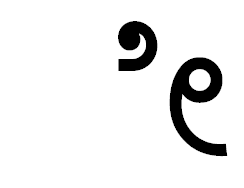
Етва дирга (каннада)